# Kuro shitsuji - Book of Murder
Kuro shitsuji - Book of Murder è una serie comprensiva di 2 OVA (Original anime video) appartenenti alla saga di Black Butler, andate in onda nel 2014.
Questi OVA sono cronologicamente successivi alla terza serie animata dell'anime (Kuroshitsuji - Book of circus)

## Trama parte 1
Londra 1889

Il conte Phantomhive riceve visita dai fratelli Double Charles, mandati dalla regina. Questi ultimi informano il conte che dovrà tenere un banchetto nella sua villa per l'arrivo di Lord Georg von Siemens. A tale banchetto verranno invitate diverse persone, oltre all'ospite principale:
- Phelps
- Woodley, proprietario di un'industria di diamanti
- Lan Mao
- Lau
- Arthur Wordsmith, uno scrittore
- Irene, un'attrice
- Charles Grey, dei fratelli double Charles
- Grimsby Keane

Dopo avere parlato con Arthur, il conte si ritirerà nella sua camera, ma non prima di avere chiesto ai partecipanti di continuare a diversi anche in sua assenza.
Finito il banchetto tutti i partecipanti si dividono per la villa fino a che non viene ritrovato il cadavere di Siemens.
Tutti raggiungono la stanza e dopo un breve confronto i sospetti ricadono sul conte Phantomhive, unico a non avere un alibi. Per questo motivo viene ammanettato insieme ad Arthur.

Il mattino seguente verrà trovato il cadavere di Sebastian e in seguito quello di Phelps.
I partecipanti alla serata iniziano quindi ad indagare e nominano Arthur come capo indagini, essendo l'unico con un alibi per tutti e 3 gli omicidi.

Il primo OVA si conclude con i servitori della casa Phantomhive che portano il reverendo Jeremy Rathborne davanti a tutti: sembra essere proprio lui l'autore di tutti gli omicidi.

## Trama parte 2
I sospetti sul reverendo Jeremy non soltanto vengono fugati, ma il reverendo inizia ad investigare ulteriormente insieme agli altri. Esamina i cadaveri e capisce non soltanto che ci sono 2 assassini,
ma prepara anche un piano per catturare l'assassino di Phelps.

Messo in atto il piano viene rivelata l'identità dell'assassino: un mamba nero, un velenosissimo serpente trasportato illegalmente dall'Africa.
L'unico che aveva i mezzi per procurasi il mamba era il signor Woodley, che si difende inutilmente.
Woodley avrebbe poi ucciso Sebastian perché avrebbe potuto rivelare che Siemens non fosse davvero morto, ma avrebbe finto grazie alla tetrodotossina anche se sarebbe comunque stato ucciso in seguito.
Risolto il caso gli ospiti tornano a casa quando Arthur viene assalito dai dubbi; torna alla villa del conte e svela la vera identità del reverendo il quale sarebbe niente di meno che Sebastian.

Dopo una seria di flashback per chiarire le dinamiche del caso, Sebastian si palesa davanti ad Arthur come demone. Davanti a tale visione Arthur scappa impaurito.

Nonostante ciò il conte nutre ancora dei dubbi sulla morte di Phelps, che, come ci spiega l'infallibile Sebastian, è stato ucciso da Snake, arrabbiato per la scomparsa dei suoi amici circensi durante la terza stagione.
Snake verrà quindi preso sotto l'ala del conte.

Il secondo OVA si conclude con il "funerale" di Sebastian il quale ritorna come per magia in vita e rimarca la sua lealtà verso il conte Phantomhive.

## Informazioni generali
I 2 OVA sono stati animati dallo studio A-1 Pictures.

Generi: soprannaturale, commedia, shounen, storico, azione, mistero
 
La serie non è attualmente licenziata in Italia.
Il primo OVA dura 57 minuti, mentre il secondo ne dura 65.